# Ваљевски партизански одред
Ваљевски народноослободилачки партизански (НОП) одред формиран је крајем јуна 1941. године, по одлуци донесној на састанку у Ваљеву 23. јуна.
Командант одреда је био Здравко Јовановић, народни херој, а политички комесар Милосав Милосављевић, народни херој. Од стране Врховног штаба у овај крај био је послат Милош Минић, народни херој.

## Историјат
Овај одред је био један од најјачих у Србији и он је, у сарадњи са Мачванским одредом, извршио низ успешних акција и великим победама над окупатором много допринео развоју устанка у Србији.
Ваљевски одред је своје нападе усмерио нарочито на железничку пругу Београд-Чачак и Лајковац-Ваљево. Значајна акција је и напад на немачки воз у железничкој станици Лајковац, затим напад на Љиг извршен 9. августа и напад на Лајковац извршен 15. августа 1941. године. У Лајковцу је уништена железничка ложионица, железничка водоводна инсталација и две локомотиве. Извршени су такође и напади на немачке колоне у Мушићу и Врачевићу, где су Немци претрпели велике губитке, што је такође у оне дане представљало значајан успех.
После низа успелих акција на комуникације и нападе на немачке колоне, Ваљевски одред добија од Врховног штаба задатак да, очисти територију до линије Ваљево-Сувобор, да се тамо споји са Ужичким и Чачанским одредом. У бојевима за извршење овог задатка најзначајније су борбе за рудник Столице и Крупањ. Напад на рудник Столице извршен је 30. августа 1941. године. Рудник је ослобођен, а немачки гарнизон уништен. Битка за Крупањ, отпочела је 1. септембра 1941. године, трајала је два дана и две ноћи. Немачки бомбардери помагали су одбрану гарнизона у Крупњу. Међутим, ни то није помогло фашистичким освајачима. Борба се завршила ослобођењем Крупња и потпуним уништењем немачког гарнизона. Само заробљених Немаца било је око 40, а заплењен је и велики материјал.
Тако је у првој половини августа 1941. године била ослобођена цела територија рађевачког, азбуковачког и јадарског среза, сем градова Крупња, Љубовије и Бање Ковиљаче, које су Немци успели да задрже још неко време.
Један од значајнијих догађаја у борби Ваљевског партизанског одреда јесте блокада Ваљева. Блокада Ваљева трајала је око два месеца. У њој је учествовао Ваљевски одред и један батаљон Посавског одреда. У опсади је такође учествовао и равногорски Ваљевски четнички одред ЈВО под командом Нешка Недића, који се противио фронталном сукобу са Немцима, али је прихватио учешће у опсади како не би кравио тада успостављено јединство започето заједнилким освајањем Крупња, пошто су претходно равногорске јединице заузеле Лозницу.  У блокираном Ваљеву био је немачки гарнизон у јачини 3.000-5.000 војника. Скоро свакодневно су вођене Борбе како са јединицама гарнизона у Ваљеву, тако и са немачким јединицама које су се пробијале у Ваљево по помоћ опкољеном гарнизону. Немци су били присиљени да и авионима добацују храну опкољеном гарнизону у Ваљеву.

## Народни хероји Ваљевског одреда
Неки од бораца Ваљевског народноослободилачког партизанског одреда који су одликовани Орденом народног хероја: 
- Драгојло Дудић заменик политичког комесара одреда
- Милош Дудић командир Рађевског батаљона
- Ђуро Дулић борац Рађевског батаљона
- Жикица Јовановић Шпанац политички комесар Рађевског батаљона
- Здравко Јовановић командант одреда
- Радивоје Јовановић командир Колубарске чете
- Живан Марковић Жића борац Рађевског батаљона
- Милосав Милосављевић политички комесар одреда
- Милорад Мића Стојановић командира Подгорске чете
- Стјепан Стева Филиповић командир Колубарске чете